# 熱力學性質列表

大多數開頭有「比」的性質都是以單位質量為基準的，不過有時會使用其他的基準，例如單位莫耳。